# Tyler Henry
Tyler Henry, né le 13 janvier 1996 à Hanford (Californie), est une vedette de téléréalité américaine, révélé par son émission de télévision Hollywood Medium mettant en scène des conversations avec des vedettes, où il prétend leur révéler des informations venant de personnes décédées. La visibilité qu'il a acquise avec cette émission a permis le succès de ses tournées de spectacles, consultations individuelles et d'une biographie. Ses revenus s'élèveraient à 3 millions de dollars par année. L'existence des pouvoirs de médium que Henry dit posséder a été contestée par de nombreuses critiques, qui avancent que les techniques de lecture à froid et de lecture chaude habituellement utilisées dans des spectacles de magie suffiraient à expliquer ses performances,,.

## Biographie
Tyler Henry est originaire de Hanford, en Californie, une petite ville rurale près de Fresno. Il dit avoir réalisé qu'il possède des dons de voyance dès l'âge de dix ans. Alors qu'il visait une carrière en soins infirmiers, il bifurque vers la télévision, enregistrant les premières émissions de sa série sur la chaîne E! à l'âge de dix-neuf ans.
Il a la santé fragile depuis sa naissance trois mois avant terme. À 18 ans, il est opéré d'un kyste au cerveau. Début 2020, d'un pneumothorax.
Depuis 2017, il est en couple avec Clint Godwin, un photographe professionnel de quelques mois son cadet. Ils se marient le 7 mai 2025 à Beverly Hills.

## Carrière
En novembre 2015, Tyler Henry a participé à l'enregistrement d'une émission de la série Keeping Up with the Kardashians.
Sa propre série, Hollywood Medium with Tyler Henry (Hollywood Medium avec Tyler Henry en français), a débuté sur la chaîne E! le 24 janvier 2016 et s'est terminée en 2019 au bout de quatre saisons. Dans cette série, Henry a reçu de nombreuses personnes connues, prétendant être en contact avec des membres défunts de leur famille. Nancy Grace, Alan Thicke, John Salley, Monica Potter, Amber Rose, Jaleel White, Carmen Electra, Matt Lauer, Chad Michael Murray, Rick Fox, Megan Fox, Chrissy Metz, Kristin Cavallari, Bobby Brown, Roselyn Sanchez, Tom Arnold, Erika Jayne et bien d'autres se sont prêtés au jeu.
Sa nouvelle série, Tyler Henry à l'écoute de l'au-delà (titre original Life After Death with Tyler Henry), est sortie le 11 mars 2022 sur Netflix.
Il effectue aussi des tournées de spectacles, dans lesquels il raconte son parcours et exerce de la médiumnité auprès de personnes du public.
Il dit tirer l'essentiel de ses revenus de son travail, de ses livres et de son activité de consultant auprès de riches personnalités ou entreprises, et effectuer la majorité des consultations de personnes ordinaires gratuitement.

### Mort d'Alan Thicke
La mort d'Alan Thicke à l'âge de soixante-neuf ans, plusieurs mois après sa séance avec Henry, a fait l'objet de reportages et de controverses dans les médias, Henry lui ayant dit de surveiller son cœur. Si certains y ont vu une validation des prédictions de Henry,,,, d'autres ont souligné que Thicke et Henry semblaient prendre la chose à la légère pendant l'émission, ce qui ne serait pas le cas si Henry savait réellement que l'acteur serait victime d'un problème cardio-vasculaire mortel quelques mois plus tard.

## Technique
Lors de l'émission devant public, Henry indique qu'il communique avec un défunt proche de l'invité-vedette. Son succès repose sur sa capacité de présenter de l'information que l'invité acceptera comme étant juste et d'émouvoir à la fois le public et l'invité par le caractère personnel de cette information. Ses détracteurs, dont John Oliver, soulignent qu'une vaste gamme de magiciens arrivent au même résultat par lecture chaude (recueillir à l'avance de l'information) ou par lecture à froid (utiliser des affirmations probablement vraies mais vagues, ajustant selon la réaction de l'interlocuteur).
Henry a également été accusé, notamment par Susan Gerbic, de cibler des personnes rendues vulnérables par un deuil récent ou d'autres circonstances, et de les exploiter à des fins de divertissement,,,,,.
Les partisans du scepticisme scientifique estiment qu'il n'est pas possible de parler à des personnes mortes, et que Henry ne fait pas exception,,. Des activistes sceptiques et d'autres personnes préoccupées par la popularité croissante de Henry ont activement tenté de contrecarrer la perception du public selon laquelle ce que Henry prétend faire est le reflet de la réalité, notamment Susan Gerbic,,,,,, l'auteure Sharon Hill, Hemant Mehta, le neurologue Steven Novella, l'auteur Cole Delbyck et le mentaliste Mark Edward.
Le journaliste Bobby Finger estime que Hollywood Medium est la pire émission diffusée à la télévision et dit avoir vérifié que tout ce que Henry a dit à Carole Radziwill est de l'information disponible publiquement, confirmant qu'il semble recueillir à l'avance des informations personnelles qu'il peut utiliser pendant l'entrevue.

## Livres
Henry publie une autobiographie en 2016, parue en anglais sous le titre Between Two Worlds : Lessons from the Other Side [« Entre deux mondes : leçons de l'au-delà »] (ISBN 9781501152658).
En 2022, il sort un deuxième livre, Here & Hereafter : How Wisdom from the Departed Can Transform Your Life Now [« Ici et au-delà : Comment la sagesse des défunts peut transformer votre vie aujourd'hui »], 278 p. (ISBN 9781250796776).